# Constitución de Eritrea
La Constitución de Eritrea es la ley suprema de Eritrea. Proporciona el fundamento jurídico para la existencia del Estado y fuente de autoridad jurídica. Establece los derechos y deberes de sus ciudadanos y define la estructura de gobierno. A pesar de su ratificación por parte de la legislatura, la constitución aún no se ha implementado.

## Descripción
En marzo de 1994, el Gobierno Provisional de Eritrea estableció una Comisión Constitucional para redactar una nueva constitución. La autoridad de redacción fue la Asamblea Nacional de transición, un organismo formado por 75 miembros del comité central del EPLF y 75 representantes elegidos por asambleas regionales.
En 1995 se celebró en Asmara un simposio mundial para la redacción de la Constitución de Eritrea. Los representantes eritreos trabajaron estrechamente en la legislación con varios expertos internacionales, incluidos los académicos somalíes Ismail Ali Ismail y Said Sheikh Samatar. Al año siguiente, Ismail también ayudó a capacitar a altos funcionarios del gobierno en la capital de Eritrea.
Después de 27 meses, la constitución resultante se presentó a la Asamblea Nacional en 1997. La constitución fue ratificada. Hasta ahora, no se ha aplicado plenamente y no se han celebrado elecciones generales, a pesar de la ratificación de una ley electoral en 2002. 
La constitución de Eritrea exige poderes legislativo, ejecutivo y judicial del gobierno. Según la constitución, una legislatura unicameral de 150 escaños, la Asamblea Nacional, decide la política interna y externa, aprueba el presupuesto y elige al presidente del país. Al año 2024, la Asamblea Nacional no se ha reunido desde 2002, y los poderes legislativo y ejecutivo están efectivamente en manos del Presidente Isaias Afwerki.